# Wang Likun
Wang Likun (chino simplificado: 王丽坤, chino tradicional: 王麗坤, pinyin: Wáng Lìkūn), también conocida como Claudia Wang, es una actriz y bailarina china.

## Biografía
Tiene una hermana mayor.
Estudió en la "Academia de Baile de Beijing" (inglés: "Beijing Dance Academy") de donde se graduó en 2004 especializándose en danza tradicional. 

## Carrera
Es miembro de la agencia "Ciwen Media".
Apareció en la sesión fotográfica de la Colección limitada de Año Nuevo Chino de Dior.
En el 2006 se unió al elenco de la serie Seven Swordsmen donde dio vida a Liu Yufang, la hija de Liu Jingyi (Bryan Leung).
En marzo del 2010 se unió al elenco de la serie Beauty's Rival in Palace donde interpretó ca Nie Shen'er, Wang Zhi, quien más tarde se convertiría en la Emperatriz Wang de Jing y la Concubina Qi.
El 21 de enero de 2017 apareció como invitada en el programa Happy Camp junto a Lin Gengxin, Wu Yifan, Lin Yun, y Bao Bei'er.
En agosto del 2018 se unió al elenco principal de la serie Martial Universe donde dio vida a Ling Qingzhu, la Princesa de los Nueve Cielos del Palacio Tai Qing.
El 8 de abril del 2019 se unió al elenco principal de la serie Investiture of the Gods (también conocida como "The Gods" (封神)) donde interpretó a Su Daji, un demonio zorro de nueve colas, una mujer con doble personalidad que constantemente se encuentra luchando entre el bien y el mal, que termina convirtiéndose en la Emperatriz del rey Zhou de Shang (Collin Chou) después de que este la obligara a casarse con él, hasta el final de la serie el 5 de junio del mismo año.
Ese mismo año modeló para Dior A/W 2019 Ready-To-Wear Collection.
En el 2020 se unirá al elenco principal de la serie Lucky With You (三生有幸遇见你, también conocida como "Meet You") donde dará vida a Wu Shiyi, la guardaespaldas del atractivo, rico pero frío heredero Hou Zhirong (Huang Jingyu).

## Filmografía

### Series de televisión
| Año             | Título                                | Personaje                                      | Notas        |
| --------------- | ------------------------------------- | ---------------------------------------------- | ------------ |
| 2020 - presente | Lucky With You                        | Wu Shiyi                                       |              |
| 2020 - presente | One Boat One World                    | Tian Ai                                        |              |
| 2019            | Investiture of the Gods               | Su Daji                                        | 55 episodios |
| 2018            | Martial Universe                      | Ling Qingzhu                                   |              |
| 2017            | Phoenix Warriors                      | Miao Qianqian / Nie Wushaung                   |              |
| 2017            | Across the Ocean to See You           | Su Mang                                        |              |
| 2015            | 狭路                                  | Miao Qing                                      | (cameo)      |
| 2015            | Love Jewelry                          | Xu Shuijing                                    | (cameo)      |
| 2015            | Twice Blooms the Flowers              | Yan Song                                       |              |
| 2015            | Think Before You Marry                | Yu Xiaoyu                                      |              |
| 2014            | God of War                            | Lin Yan                                        |              |
| 2014            | Domino Effect of Love                 | Xie Xiaonuo                                    |              |
| 2013            | Fall in Love                          | -                                              | (cameo)      |
| 2013            | 零下三十八度                          | Chang Qing                                     |              |
| 2013            | Miss Assassin                         | Fan Lu                                         |              |
| 2012            | Destination of Love                   | Yang Xue                                       |              |
| 2012            | Lian Huan Tao                         | Ma Xiaohui                                     |              |
| 2012            | Beijing Youth                         | Ren Zhiliao                                    |              |
| 2012            | 五号特工组2                           | Gao Han                                        |              |
| 2012            | 青盲                                  | Wang Lingyu                                    |              |
| 2011            | Beauty World                          | Bai He                                         | (cameo)      |
| 2011            | Barber                                | Song Jiayi                                     |              |
| 2011            | The Golden Age of the Leftover Ladies | Liang Shuang                                   |              |
| 2010            | The Informant                         | "Pigeon"                                       |              |
| 2010            | Mystery 1937                          | Li Menglu                                      |              |
| 2010            | Good Wife and Mother                  | Luo Na                                         | (cameo)      |
| 2010            | Beauty's Rival in Palace              | Nie Shen'er / Nie Ao / Wang Zhi / Concubina Qi |              |
| 2010            | Infernal Lover                        | Ding Xiaoxue                                   |              |
| 2009            | Pawnshop                              | Rui Yunxiang                                   |              |
| 2009            | Jiayou You Ya                         | Kang Yayou                                     |              |
| 2009            | 龙门驿站                              | Zhu'er                                         |              |
| 2008            | 血色迷雾                              | Zheng Xiaocong                                 |              |
| 2007            | The Family                            | Qin                                            |              |
| 2007            | 五号特工组                            | Gao Han                                        |              |
| 2007            | 爱就爱了                              | Zhang Tianyu                                   |              |
| 2007            | 金耳环                                | Lu Baozhen                                     |              |
| 2006            | Seven Swordsmen                       | Liu Yufang                                     |              |

### Películas
| Año  | Título                                                    | Personaje           | Notas                                                                     |
| ---- | --------------------------------------------------------- | ------------------- | ------------------------------------------------------------------------- |
| 2019 | Mao Zedong 1949 (决胜时刻)                                | Meng Yu             | junto a Tang Guoqiang, Huang Jingyu, Ma Tianyu, Qin Lan y Du Jiang        |
| 2018 | A or B (幕后玩家)                                         | Wei Simeng          | junto a Xu Zheng, Wang Yan Hui y Yu He Wei                                |
| 2017 | Guns and Kidneys                                          | Fan Lu              | junto a Wang Qianyuan, Huang Jingyu, Ivy Chen, Zhang Lanxin y Zhang Liang |
| 2017 | Love Is a Broadway Hit (情遇曼哈顿)                       | Bai Qi              | junto a Godfrey Gao, Wang Chuanjun, Li Yuan y Naren Weiss                 |
| 2017 | Journey to the West: Conquering the Demons 2 (西遊伏妖篇) | Demonio Araña (voz) | junto a Kris Wu, Lin Gengxin, Yao Chen, Lin Yun, Mengke Bateer            |
| 2015 | The Beloved (重生爱人)                                    | Su Yin              | junto a Kim Bum, Joe Cheng, Guan Yu y Li Haoyu                            |
| 2015 | Somewhere Only We Know (有一个地方只有我们知道)           | Jing Tian           | junto a Kris Wu, Xu Jinglei, Gordon Alexander y Cong Shan                 |
| 2014 | Ex-Files (前任攻略)                                       | Luo Qian            | junto a Han Geng, Yao Xingtong, Lee Sang-yeob, Ban Jiajia y Zheng Kai     |
| 2008 | 八十一格                                                  | Hu Yanting          |                                                                           |

### Apariciones en programas
| Año             | Programa                     | Notas                  |
| --------------- | ---------------------------- | ---------------------- |
| 2017-2019, 2021 | Happy Camp                   | 4 episodios - invitada |
| 2020            | Ace vs Ace S5                | invitada               |
| 2019            | Back to Field S3             | invitada               |
| 2015            | Run for Time S1 (全员加速中) | invitada               |
| 2014            | Super Talk Show              | invitada               |

### Revistas / sesiones fotográficas
| Año  | Título                | Notas                                           |
| ---- | --------------------- | ----------------------------------------------- |
| 2020 | NeufMode Magazine     |                                                 |
| 2019 | Chic Magazine         | (publicación de diciembre)                      |
| 2019 | Starbox Magazine      |                                                 |
| 2019 | Lifestyle Magazine    | (publicación #2305)                             |
| 2019 | Icon-F Femme Magazine | (publicación de diciembre)                      |
| 2019 | Grazia China          |                                                 |
| 2019 | L’Officiel China      | junto a Huang Jingyu - (publicación de octubre) |
| 2019 | Madame Figaro China   | (publicación de febrero)                        |

### Eventos
| Año  | Eventos                              | Notas                              |
| ---- | ------------------------------------ | ---------------------------------- |
| 2020 | Nice to Meet Poetry                  | (Special Spring Poetry Livestream) |
| 2019 | Chow Sang Sang Jewelry Store Opening |                                    |

## Embajadora
| Año    | Título                      | Notas      |
| ------ | --------------------------- | ---------- |
| 2019 - | Dior Prestige Skincare Line | Embajadora |

## Discografía

### Sencillos
| Año  | Canción               | Álbum                           | Notas |
| ---- | --------------------- | ------------------------------- | ----- |
| 2018 | "Finally" (终于)      | OST de "Think Before You Marry" |       |
| 2012 | "Irony" (讽刺)        | -                               |       |
| 2012 | "Forgive Me" (原谅我) | -                               |       |

## Premios y nominaciones
| Año  | Categoría                 | Premio                                                    | Trabajo                | Resultado |
| ---- | ------------------------- | --------------------------------------------------------- | ---------------------- | --------- |
| 2018 | Most Popular Actress      | 31st Tokyo International Film Festival - Gold Crane Award | A or B                 | Ganó      |
| 2015 | Most Accomplished Actress | 3rd China International Film Festival London              | Somewhere Only We Know | Ganó      |
| 2015 | Most Popular Actress      | 22nd Beijing College Student Film Festival                | Somewhere Only We Know | Ganó      |
| 2015 | Rising Star of Asia       | 9th Asian Film Awards                                     | Somewhere Only We Know | Ganó      |
| 2012 | Breakthrough Award        | 4th China TV Drama Award                                  | Beijing Youth          | Ganó      |